# Tramwaje w Matamoros
Tramwaje w Matamoros − zlikwidowany system komunikacji tramwajowej w meksykańskim mieście Matamoros.

## Historia
Tramwaje w Matamoros uruchomiła spółka Ferrocarril Urbano de Matamoros y Santa Cruz w 1873. Były to tramwaje konne. Linia tramwajowa zaczynała się w Matamoros a kończyła się w Santa Cruz. W 1908 powstały plany elektryfikacji linii i przedłużenia jej do Stanów Zjednoczonych, jednak nigdy tych planów nie zrealizowano. Około 1920 uruchomiono tramwaje spalinowe. Ostatecznie linię tramwajową zlikwidowano około 1940. 